# Гладенька акула горбата
Гладенька акула горбата (Mustelus whitneyi) — акула з роду Гладенька акула родини Куницеві акули.

## Опис
Голова відносно велика. Очі великі, овальні, з мигальною перетинкою. За ними розташовані невеличкі бризкальця. Під ніздрями є носові клапани. Верхні губні борозни довші за нижні. Рот маленький, сильно зігнутий. Зуби дрібні, з 1 притупленою верхівкою. Вони численні, розташовані у декілька рядків. У неї 5 пар зябрових щілин. Тулуб обтічний, сильно потовщений у області переднього спинного плавця, де утворюється своєрідним «горб». Звідси походить назва цієї акули. У плавці розвинені, серпоподібні. Грудні плавці помірно великі, широкі. Має 2 спинних плавця, з яких передній майже у 2 рази більше за задній. Передній спинний плавець розташовано позаду грудних плавців. Задній починається перед анальним плавцем і закінчується навпроти нього. Черевні плавці трохи більше за анальний. Анальний плавець маленький. Хвіст стрункий, вузький. Хвостовий плавець гетероцеркальний, верхня лопать вузька, довга, витягнута догори.
Забарвлення сіре або сіро-коричневе.

## Спосіб життя
Тримається на глибинах від 16 до 211 м, зазвичай 70-100 м, на континентальному і острівному шельфі. Воліє до кам'янистих ділянок дна. Живиться креветками, крабами, лангустами, іншими ракоподібними, а також дрібною костистою рибою.
Статева зрілість у самців настає при розмірі 68 см, самиць — 74-75 см. Це живородна акула. Самиця народжує до 10 акуленят завдовжки 25 см.
Є об'єктом промислового вилову. У зв'язку з цим чисельність цієї акули знаходиться під загрозою.

## Розповсюдження
Мешкає у Тихому океані: біля узбережжя Перу та Чилі.